# سنديان منجلي
سنديان منجلي (الاسم العلمي: Quercus falcata)، يُعرف باسم السنديان الأحمر الجنوبي أو السنديان الإسباني، هي شجرة من قسم السنديان الأحمر (Lobatae) وجنس السنديان موطنه الأصلي في شرق وجنوب وسط الولايات المتحدة.